# آگوستینا چری
آگوستینا چری (انگلیسی: Agustina Cherri؛ زادهٔ ۱۵ فوریهٔ ۱۹۸۳) بازیگر، خواننده و مدل اهل آرژانتین است. وی از سال ۱۹۸۹ میلادی تاکنون مشغول فعالیت بوده است.